# Liste der in der NS-Zeit verfolgten und vertriebenen Wissenschaftler der Philosophischen Fakultät der Goethe-Universität
Die Liste der in der NS-Zeit verfolgten und vertriebenen Wissenschaftler der Philosophischen Fakultät der Goethe-Universität verdeutlicht die gravierenden Verluste an Dozenten dieser Fakultät meist schon direkt nach der Machtübernahme der Nationalsozialisten. Diese Verluste „wurden aber von den neuen Machthabern und Vertretern der Universität als weniger einschneidend angesehen, da die Geisteswissenschaften, so meinte man, dem neuen Staat ohnehin wenig handgreiflichen Nutzen stiften könnten“.

## Das Schicksal jüdischer und/oder politisch missliebiger Wissenschaftler
Zum Hintergrund der Verfolgungen und Vertreibungen sowie zu deren administrativen Absicherungen siehe:

## Kurzbiographien
Für die folgenden Mitglieder der Philosophischen Fakultät der Goethe-Universität (JWGU) liegen Kenntnisse über ihre Verfolgung durch die Nationalsozialisten vor:
- Theodor W. Adorno – Ernst Beutler – Martin Buber – Hans Cornelius – Francis Curtis – Nahum Norbert Glatzer – Heinz Guttfeld – Fritz Heinemann – Max Horkheimer – Rudolf Imelmann – Adolf Ellegard Jensen – Ernst Kantorowicz – Ulrich Leo – Hermann Lismann – Carl Mennicke – Ernst Erich Noth – Martin Plessner – Kurt Rheindorf – Kurt Riezler – Erwin Rousselle – Walter Ruben – Guido Schoenberger – Martin Sommerfeld – Georg Swarzenski – Paul Tillich – Ernst Vatter – Gotthold Weil – Hans Weil – Max Wertheimer

Soweit nachfolgend keine anderen Quellen benannt sind, beruhen die Grundinformationen zu allen Kurzbiographien auf dem Buch Die Juden der Frankfurter Universität von Renate Heuer und Siegbert Wolf.
| Name                  | gelebt von/bis | Status bei der Entfernung aus der Universität | Entlassung und Entlassungsgründe | unmittelbare und mittelbare Folgen der Entlassung | Folgen und Entwicklungen ab 1945 |
| Theodor W. Adorno     | 1903 – 1969    | Adorno stand vor 1933 weder in einem festen Arbeitsverhältnis mit der Universität noch mit dem Institut für Sozialforschung (IfS). Nach einer 1927 gescheiterten Habilitation konnte er sich 1931 bei Paul Tillich erfolgreich habilitieren und war von da an als Privatdozent tätig. | 1933 Entzug der Lehrbefugnis nach § 3 des Gesetzes zur Wiederherstellung des Berufsbeamtentums (BBG). | Adornos Lehrtätigkeit endete mit dem Wintersemester 1933. Von 1934 bis 1937 war er advanced student im Fach Philosophie in Oxford und publizierte Aufsätze; er reiste aber auch immer wieder nach Deutschland zurück. Im September 1937 heiratete Adorno in London im August die aus Deutschland übergesiedelte Margarete Karplus und erhielt etwa zur gleichen Zeit von Max Horkheimer das Angebot zur Mitarbeit am IfS in New York. Im Februar 1938 übersiedelten die Adornos in die USA und vollzogen damit ihre Emigration aus Nazi-Deutschland. | Adorno, der 1943 US-amerikanischer Staatsbürger geworden war, begleitete nach 1938 neben seiner Tätigkeit für das IfS viele weitere wissenschaftliche Positionen in unterschiedlichen Forschungszusammenhängen. Im Wintersemester 1949/50 kehrte er als Lehrstuhlvertreter von Horkheimer erstmals nach Frankfurt zurück. 1950 wurde ihm die Lehrbefugnis wieder erteilt, und er wurde zum außerplanmäßigen Professor für Philosophie und Soziologie. 1951 erwarb er erneut die deutsche Staatsbürgerschaft und kehrte 1953 endgültig nach Deutschland zurück. In dem Jahr wurde er zum planmäßigen außerordentlichen Professor und schließlich 1956 zum ordentlichen Professor für Philosophie und Soziologie ernannt. Adorno hatte in den frühen 1950er Jahren ein Wiedergutmachungsverfahren eingeleitet.                            |
| Ernst Beutler         | 1885 – 1960    | Der in Hamburg habilitierte Literaturwissenschaftler Beutler kam 1925 nach Frankfurt und wurde Direktor des Freien Deutschen Hochstifts und des Goethe-Hauses. Ab 1927 war Beutler Privatdozent für Germanistik ab 1933 Honorarprofessor. | 1937 wurde Beutler die Lehrbefugnis wegen „politischer Unzuverlässigkeit“ und der jüdischen Abstammung seiner Ehefrau entzogen. | Die Leitung des Freien Deutschen Hochstifts durfte Beutler behalten. | Von 1946 bis zu seiner Emeritierung im Jahre 1957 war Beutler Ordinarius für Literaturwissenschaft an der Universität Frankfurt. 1960 wurde ihm der Goethepreis der Stadt Frankfurt am Main verliehen. |
| Martin Buber          | 1878 – 1965    | Der bereits seit 1922 als Dozent am Freien Jüdischen Lehrhaus tätige Buber erhielt im Dezember 1923 einen Lehrauftrag für Jüdische Religionswissenschaft und Jüdische Ethik an der Universität, in dessen Rahmen er im Sommersemester 1924 seine Vorlesungen aufnahm. 1930 wurde Buber zum Honorarprofessor berufen. | Am 4. Oktober 1933 wurde Buber nach § 3 BBG die Lehrbefugnis entzogen, der allerdings schon im Sommersemester 1933 seine Professur niedergelegt und nicht mehr gelesen hatte. | Buber war nach 1933 noch in und für jüdische Einrichtungen tätig. 1935 wurde ihm jegliche öffentlichen Lehrtätigkeit verboten. Vor dem Novemberpogrom 1938 emigrierte Buber nach Jerusalem und wurde an der Hebräischen Universität Professor für Sozialpsychologie. | 1947 besuchte Buber erstmals wieder Europa, und 1953 wurde ihm der Friedenspreis des Deutschen Buchhandels verliehen. Buber erhielt von den Universitäten Münster und Heidelberg Ehrendoktorate, und er wurde auch anderweitig geehrt, nicht aber von der Universität Frankfurt. In Notker Hammersteins Geschichte der Universität ist zu lesen: „Viele der seit 1933 zwangspensionierten Kollegen waren inzwischen freilich im Ausland zu Amt und Würden gelangt, so daß die Hoffnung, sie zurückzugewinnen, nur gering war. Allein Beutler war am Ort, aber daß Martin Buber, oder Ernst Kantorowicz, Kurt Riezler, Paul Tillich, Max Horkheimer zurückkehren würden , wagte kaum einer zu hoffen – und wünschten manche wohl auch nicht.“ Von 1950 bis 1967 lief ein Wiedergutmachungsverfahren.                                     |
| Hans Cornelius        | 1863 – 1947    | Cornelius lehrte bereits seit 1910 Philosophie an der Akademie für Sozial- und Handelswissenschaften und wurde 1914 erster Ordinarius für Philosophie an der neu gegründeten Universität. Er wurde 1928 emeritiert. | | 1937 wurde Cornelius' Name wegen der jüdischen Herkunft seiner dritten Frau, Friedrike Rosenthal, verwitwete Reissner (1886–1939), aus dem Vorlesungsverzeichnis gestrichen. | |
| Francis Curtis        | 1861 – 1946    | Curtis war von 1901 bis 1914 Dozent für englische Philologie an der Akademie für Sozial- und Handelswissenschaften und wurde 1914 von der Universität zum ordentlichen Professor und Direktor des Englischen Seminars berufen. In diesem Zusammenhang erwarb er die preußische beziehungsweise deutsche Staatsbürgerschaft, behielt aber die britische bei. Curtis wurde 1928 emeritiert. | | 1937 wurde Curtis' aus dem Vorlesungsverzeichnis gestrichen. Nach Heuer/Wolf war der Grund hierfür, dass er mit einer Jüdin verheiratet war; sie geben allerdings nur an, dass seine Frau, Hermine Steiner (1868–1941), konfessionslos gewesen sei. Auch beim Institut für Stadtgeschichte heißt es allerdings „Streichung aus dem Vorlesungsverzeichnis wegen ‚Ehe mit einer Jüdin‘.“ Wann die Familie Curtis Deutschland verlassen hat, ist nicht bekannt. | |
| Nahum Norbert Glatzer | 1903 – 1990    | Glatzer wollte ursprünglich Rabbiner werden, brach diese Ausbildung aber ab und studierte ab 1928 bei Martin Buber. Nach seiner Promotion 1931 übernahm er im Wintersemester 1932/33 den Lehrauftrag von Buber. | April 1933 Entzug der Lehrbefugnis nach § 3 BBG. | Glatzer emigrierte 1933 nach Palästina und wurde Dozent in Haifa. 1937 übersiedelte er nach Großbritannien und 1938 in die USA. Bis 1943 war er Dozent am College of Jewish Studies in Chicago, danach bis 1947 Professor am Hebrew Teachers College in Boston. 1944 war er US-amerikanischer Staatsbürger geworden. | Glatzer begleitete nach 1947 weitere Professuren in den USA und war von 1945 bis 1956 Herausgeber der Schocken Books. Seit 1956 war Glatzer Direktoriumsmitglied des Leo Baeck Instituts in New York. Im Wiesbadener Hauptstaatsarchiv lagern mehrere Norbert Glatzer betreffende Akten, darunter auch eine über ein Wiedergutmachungsverfahren. |
| Heinz Guttfeld        | 1904 – 1995    | Nach einem Examen als Mittelschullehrer war Guttfeld Doktorand von Hans Weil. | Nach der nationalsozialistischen Machtergreifung wurden Weil und Guttfeld vor Abschluss des Promotionsverfahrens von der Universität vertrieben und emigrierten nach Italien. | Weil und Guttfeld arbeiteten zunächst am Landschulheim Florenz und gründeten 1934 gemeinsam die Schule am Mittelmeer. 1935 übersiedelt Guttfeld zusammen mit seiner Frau nach Palästina, wo er 1937 aufgrund eines früheren Meteorologie-Studiums seine Laufbahn als Meteorologe begann. | Nach der Gründung des Staates Israel war Guttfeld von 1948 bis zu seiner Pensionierung im Jahre 1971 Direktor des israelischen Wetterdienstes. Seit 1950 führte er den Namen Mordechai Gilead. Als Repräsentant Israels war er in verschiedenen internationalen Organisationen tätig. |
| Fritz Heinemann       | 1889 – 1970    | Heinemann lehrte nach seiner Habilitation im Jahre 1921 als Privatdozent an der Universität, erhielt 1923 einen besoldeten Lehrauftrag und wurde 1930 zum nichtbeamteten ao. Professor berufen. | 1933 Entzug der Lehrbefugnis nach § 3 BBG. | Heinemann emigrierte 1933 und kam über Zwischenstationen in den Niederlanden und Frankreich 1936 nach Oxford, wo er von 139 bis 1956 an verschiedenen Colleges lehrte. Heinemann, der 1947 britischer Staatsbürger war, war 1940 als Enemy Alien auf der Isle of Man interniert. | Im Rahmen der sogenannten Wiedergutmachung wurde Heinemann 1957 in Frankfurt als emeritierter ordentlicher Professor der Philosophie geführt. Ob er noch einmal Lehrveranstaltungen abgehalten hat, ist unbekannt. |
| Max Horkheimer        | 1895 – 1973    | Horkheimer war seit 1922 wissenschaftlicher Assistent bei Hans Cornelius, habilitierte sich 1925 in Philosophie und war von da an als Privatdozent tätig. 1930 wurde Horkheimer als ordentlicher Professor für Philosophie berufen; 1931 wurde er in der Nachfolge des erkrankten Carl Grünberg stellvertretender und ab 1932 amtierender Direktor des Instituts für Sozialforschung (IfS). | Nach § 4 BBG wurde Horkheimer 1933 die Lehrbefugnis entzogen und er zugleich amtsenthoben. | Horkheimer emigrierte 1933 zunächst in die Schweiz und ging 1934 über Paris in die USA, wo er in New York das IfS wieder errichtete. 1940 zog er nach Kalifornien und war von 1943 bis 1949 Direktor der Forschungsabteilung des American Jewish Committees. | Horkheimer kehrte 1949 nach dem Ruf auf den Lehrstuhl für Sozialphilosophie nach Frankfurt zurück, wurde 1950 Direktor des wiedereröffneten IfS, 1950/51 Dekan der Philosophischen Fakultät und 1951/53 Rektor der Universität. 1959 wurde er emeritiert. Neben zahlreichen weiteren Auszeichnungen war Horkheimer seit 1953 Träger der Goetheplakette der Stadt Frankfurt am Main und ab 1960 deren 17. Ehrenbürger. An Horkheimers ehemaligem Wohnhaus in der Westendstr. 79 im Frankfurter Westend erinnert eine Gedenkplakette an ihn, und seit 2014 trägt auf dem Campus Westend der Goethe-Universität eine Straße seinen Namen. Horkheimers Nachlass befindet sich im Universitätsarchiv der Goethe-Universität, eine Akte zu einem Wiedergutmachungsverfahren im Wiesbadener Hauptstaatsarchiv.                                 |
| Rudolf Imelmann       | 1879 – 1945    | Imelmann, der zuvor in Rostock lehrte, erhielt 1928 den Ruf auf eine ordentliche Professur in Englischer Philologie und wurde Nachfolger von Francis Curtis als Direktor des Englischen Seminars. | 1933 Ruhestandsversetzung nach § 3 BBG. Angeblich hatte Imelmann wegen Streitigkeiten in der Fakultät zuvor selbst seine Emeritierung beantragt. | Ob Imelmann 1933 nach London emigrierte (Heuer/Wolf) oder erst 1939, ist ungeklärt. Auf der Webseite Verfolgung und Auswanderung deutschsprachiger Sprachforscher heißt es dazu allerdings: Familiär war er über seine englische Frau mit Finanzkreisen verbunden, und so versuchte er sich nach der Entlassung als Devisenhändler (offensichtlich ohne großen Erfolg) und hielt sich dazu auch mit Genehmigung der deutschen Behörden öfters in England auf, wohin er schließlich 1939 ausreiste. Imelmann starb am 17. März 1945 in London. | |
| Adolf Ellegard Jensen | 1899 – 1965    | Jensen war seit 1923 Mitarbeiter von Leo Frobenius und übersiedelte zusammen mit diesem und dem von Frobenius gegründeten Institut für Kulturmorphologie (heute: Frobenius-Institut) nach Frankfurt. Er habilitierte sich 1933 und sollte 1938 die Instituts-Leitung übernehmen. | Jensen ist insofern eine Ausnahme, als er nicht entlassen, sondern nicht berufen wurde. Als städtischer Beamter wurde er 1938 in der Nachfolge von Frobenius kommissarischer Leiter des Völkermuseums der Stadt. | Jensens parallele Berufung zum Leiter des Kultutmorphologischen Instituts, für die sich Stadt und Universität einsetzten, scheiterte am erbitterten Widerstand nationalsozialistischer Funktionsträger. Zwar spielte bei dieser Ablehnung auch die Tatsache eine Rolle, dass Jensens damalige Frau von den Nazis als Jüdischer Mischling II. Grades eingestuft war, entscheidender aber war, dass den Nazis die von Frobenius geprägte wissenschaftliche Ausrichtung des Kultutmorphologischen Instituts ein Dorn im Auge war und sie in Jensen einen Apologeten dieser Tradition sahen. Seine „unerwünschte Einstellung in wissenschaftlichen Fragen“ disqualifiziere ihn für eine Leitungsfunktion im NS-Staat. | Nach der Rückkehr aus der Kriegsgefangenschaft wurde Jensen im September 1945 zum Direktor des städtischen Völkerkundemuseums ernannt. 1946 wurde er an der Frankfurter Universität erster Ordinarius für Völkerkunde und zugleich Leiter des Frobenius Instituts. In Personalunion hatte er diese Ämter bis zu seinem Tod inne. |
| Ernst Kantorowicz     | 1895 – 1963    | Kantorowicz kam 1930 als Honorarprofessor an die Philosophische Fakultät und wurde hier 1932 zum ordentlichen Professor für Mittelalterliche und neuzeitliche Geschichte berufen. Er wurde zugleich Direktor des Historischen Seminars. | Obwohl Kantorowicz aufgrund des Frontkämpferprivilegs und seiner deutschnationalen Gesinnung vorerst nicht mit Repressalien rechnen musste, beantragte er am 30. April 1933 von sich aus seine Beurlaubung ab dem kommenden Sommersemester. | Am 1. November 1934 wurde Kantorowicz emeritiert. Zuvor begleitete er bereits seit Ende 1933 eine Gastprofessur an der University of Oxford, von wo aus er aber 1934 wieder nach Deutschland zurückkehrte und bis 1938 privat in Berlin forschte. Ende 1938 gelang Kantorowicz über Großbritannien die Flucht in die USA, wo er seit 1939 in Berkeley als Lehrbeauftragter tätig war. | 1945 wurde Kantorowicz US-amerikanischer Staatsbürger und ordentlicher Professor in Berkeley. 1949, in der McCarthy-Ära, verlangte die Universität von ihren Angehörigen einen antikommunistischen Loyalitätseid, den Kantorowicz und andere Professoren verweigerten. Die Folge war deren Entlassung. Kantorowicz wechselte 1951 an die Princeton University und lehrte hier bis zu seinem Tode im Jahre 1963. |
| Ulrich Leo            | 1890 – 1964    | Ulrich Leo kam 1928 zunächst als außerplanmäßiger Bibliotheksrat an die Frankfurter Stadtbibliothek und wurde 1929 zum planmäßigen Bibliotheksrat befördert. Nach seiner Habilitation in Romanischer Philologie wurde Leo Privatdozent an der Universität. | Aufgrund des Frontkämpferprivilegs blieben Leo nach dem Machtantritt der Nazis unmittelbare Repressalien erst einmal erspart. Durch einen Erlass vom 5. November 1935 wurde ihm dann doch die Lehrbefugnis entzogen. Zeitgleich wurde er als städtischer Bibliotheksrat in den Ruhestand versetzt. Danach erhielt er zunächst eine Pension, weshalb er die Auswanderung anfangs nicht mit Nachdruck verfolgte. | Leo emigrierte 1937 zunächst nach London, wo er an einem Wörterbuch für das mittelalterliche Latein mitarbeitete. 1938 übersiedelte Leo nach Venezuela, wo er bis 145 als Bibliothekar und Archivar arbeitete. | Leo erhielt 1945 eine Professur in Iowa. Von hier wechselte er 1948 an die University of Toronto. 1959 trat er in den Ruhestand und übernahm danach mehrere Gastprofessuren, darunter auch in Bonn und an der FU Berlin. Im Rahmen der sogenannten Wiedergutmachung wurde er 1961 in Frankfurt zum emeritierten ordentlichen Professor ernannt. |
| Hermann Lismann       | 1878 – 1943    | Der Künstler Hermann Lismann kam 1914 nach Frankfurt, wo er – unterbrochen nur durch seine Teilnahme am Ersten Weltkrieg von 1915 bis 1918 – bis zu seiner Emigration wohnen blieb. Lismann gründete nach dem Krieg eine eigene Malschule und war Dozent an der Städtischen Akademie für Malerei sowie Kunstkritiker der Frankfurter Zeitung. Von 1922 bis 1933 war Lismann Leiter von Kursen und Städelführungen für das Volksbildungsheim. Von 1930 bis 1935 war Lismann Lehrbeauftragter der Universität für Zeichnen und Maltechnik.                                        | Es war wahrscheinlich dem Frontkämpferprivileg geschuldet, dass Lismanns Lehrauftrag erst 1935 endete. Mit dem Reichsbürgergesetz und seiner Ersten Durchführungsverordnung endete Ende 1935 auch der Schutz der jüdischen Weltkriegsteilnehmer. | Lismanns Bilder wurden als Entartete Kunst aus den städtischen Museen entfernt. Er selber gab von 1935 bis 1938 noch Kurse für jüdische Jugendliche, denen er bei der Umschichtung half. 1938 emigrierte Lismann nach Frankreich. 1939 wurde er zweimal interniert konnte aber 1940 nach Montauban fliehen. 1942 wurde er von den Deutschen gefangen genommen und im Camp de Gurs interniert. Am 4. März 1943 wurde er über das Sammellager Drancy in das Konzentrations- und Vernichtungslager Lublin-Majdanek deportiert, wo sich seine Spur verliert. | 1959, 1968 und 1979/80 fanden zu Hermann Lismanns Ehren Werkausstellungen in Frankfurt statt. Die Goethe-Universität verlegte 2014 einen Stolperstein für Hermann Lismann am Untermainkai 68–72. Bereits 1948 hatten Hinterbliebene von Liesmann ein Wiedergutmachungsverfahren eingeleitet. |
| Carl Mennicke         | 1887 – 1959    | Mennicke wurde 1930 Leiter des Berufspädagogischen Instituts Frankfurt am Main und zugleich Honorarprofessor am Pädagogischen Seminar der Universität, dessen Leitung er 1931 in einer Doppelfunktion übernahm. Sein Assistent war Hans Weil, der sich 1932 bei ihm und Tillich habilitierte. | Mennicke wurde 1933 nach § 6 BBG wegen seiner Zugehörigkeit zum Kreis der religiösen Sozialisten um Paul Tillich entlassen. | Mennickes Buch Der Sozialismus als Bewegung und Aufgabe wurde 1933 während der Bücherverbrennung in Frankfurt verbrannt. Er emigrierte 1934 in die Niederlande und wurde in Amersfoort Leiter der Internationalen Schule für Philosophie (International School voor Wijsbegeerte). Außerdem war er Privatdozent an der Universität Amsterdam. Nach dem Einmarsch der deutschen Wehrmacht in den Niederlanden wurde Mennicke 1941 verhaftet und im Arbeitslager Wuhlheide eingesperrt. Später folgten die Konzentrationslager Oranienburg und Sachsenhausen. 1943 wurde er entlassen und arbeitete unter polizeilicher Aufsicht in einer Metallfabrik. | Nach dem Ende des Zweiten Weltkriegs kehrte Mennicke in die Niederlande zurück, nahm seine alten Ämter wieder war und wurde niederländischer Staatsbürger. Ein Wiedergutmachungsverfahren wurde 1950 eingeleitet. 1952 kehrte Mennicke nach Deutschland zurück und wurde Honorarprofessor an der Universität. 1956 erfolgte seine Entpflichtung. Carl Mennicke war seit 1956 Träger der Goetheplakette der Stadt Frankfurt am Main. |
| Ernst Erich Noth      | 1909 – 1983    | Noth studierte seit 1929 in Frankfurt Germanistik, Philosophie und Geschichte und verfügte 1933 über eine fertiggestellte Dissertation. | Wegen seiner Aktivitäten in sozialistischen Organisationen befürchtete er nach der nationalsozialistischen Machtergreifung seine Verhaftung und emigrierte am 4. März 1933 nach Paris. Noths Promotionsverfahren konnte „wegen Noths Emigration und seiner anschließenden Relegation […] nicht durchgeführt werden. In seiner Studentenakte findet sich der Vermerk, dass Noth vom Akademischen Senat am 27. Juli 1933 wegen Betätigung im kommunistischen Sinne vom weiteren Studium ausgeschlossen worden sei. Sein Abgangszeugnis datiert auf den 2. November 1933.“ | Noth studierte an der Sorbonne und betätigt sich journalistisch. Im Mai 1939 wird er von Deutschland ausgebürgert, seine Schriften wurden indiziert (sein 1931 erschienener Roman Die Mietskaserne war bereits 1933 Opfer der Bücherverbrennung geworden). Nach 1939 folgen für Noth Internierungen, bevor er 1941 in die USA emigrieren konnte. Zwischen 1942 und 1948 leitet Noth eine deutschsprachige Kurzwellensendung. | 1948 wurde Noth US-amerikanischer Staatsbürger und gab von 1949 bis 1959 die internationale Literaturzeitschrift Books abroad heraus. Parallel dazu war er Professor für Moderne Sprachen und Vergleichende Literaturwissenschaft an verschiedenen amerikanischen Universitäten, darunter an der University of Oklahoma und an der Marquette University (Milwaukee). 1963 kehrte Noth nach Europa zurück und lehrte an mehreren französischen Universitäten. 1971 wurde an der JWGU Noths Promotionsverfahren wieder aufgenommen und zum Abschluss gebracht. Von 1971 bis 1973 lehrte er dann als Gastprofessor am Deutschen Seminar der Universität und von 1974 bis 1980 als Honorarprofessor. Bereits seit 1950 lief unter seinem früheren Namen Paul Albert Kranz ein Wiedergutmachungsverfahren.                                   |
| Martin Plessner       | 1900 – 1973    | Plessner kam vermutlich nur zum Habilitieren nach Frankfurt, was er dann 1931 auch tat, und zwar in Semitischer Philologie und Islamkunde. Danach unterrichtete er als Privatdozent. | 1933 Entzug der Lehrbefugnis nach § 3 BBG. | Plessner und seine Frau Eva Esther (geborene Jeremias, 1905–1991) emigrierten 1933 nach Palästina, wo er von 1933 bis 1945 als Lehrer in Haifa unterrichtete. 1937 war er in Deutschland ausgebürgert worden. | Seit 1949 war er bei der Israelischen Nationalbibliothek in Jerusalem angestellt und gehörte seit 1950 zum Lehrkörper der Hebräischen Universität, ab 1955 als außerordentlicher Professor für Arabische Sprachen und Literatur. Von 1963 bis zur Emeritierung 1969 lehrte er als ordentlicher Professor für islamische Kultur. Im Rahmen der sogenannten Wiedergutmachung wurde Plessner seit 1956 an der Universität Frankfurt als Emeritus geführt. In der zweiten Hälfte der 1960er Jahre wurde Plessner Mitglied in verschiedenen deutschen Akademien, so in Berlin (1966) und in Göttingen (1967) |
| Kurt Rheindorf        | 1897 – 1977    | Der 1921 bei Walter Platzhoff promovierte und 1923 in Frankfurt auch habilitierte Rheindorf lehrte ab 1923 als Privatdozent und wurde 1932 zum nichtbeamteten ao. Professor berufen. Von 1926 bis 1933 gehörte Rheindorf dem akademischen Senat an, war Vorsitzender der Nichtordinarien, leitete ehrenamtlich die Studentenhilfe der Universität und ab 1928 auch noch das Akademische Auslandsamt. Er gehörte außerdem dem Riezler-Kreis an, benannt nach dem Kurator der Universität, Kurt Riezler.                                                                          | Rheindorf hatte an der Universität viele Feinde, darunter Matthias Gelzer, der ihn schon einmal verleumdet hatte, und sein Doktorvater Platzhoff, der 1934 Rektor der Universität wurde. Am 1. April 1933 wurde er, ebenso wie Riezler kurzzeitig in Schutzhaft genommen, seine Freilassung war mit einem Aufenthaltsverbot für Frankfurt verbunden. Gelzer und Platzhoff betrieben schließlich erfolgreich den Entzug von Rheindorfs Lehrbefugnis unter dem Vorwand, er habe seit über vier Semestern keine Vorlesungen angekündigt; sie wurde 1935 wirksam.           | Rheindorf, der inzwischen in Berlin lebte, versuchte eine Umhabilitation, die jedoch am Widerspruch nationalsozialistischer Funktionsträger scheiterte. Nach kurzer Arbeitslosigkeit fand er dann 1936/1937 eine Anstellung beim Aero Club von Deutschland; 1939 wurde er als Hauptmann der Reserve zur Luftwaffe eingezogen. 1940 wurde Rheindorf wegen Wehrkraftzersetzung verurteilt und inhaftiert, weil er versucht haben soll, den Kriegsgerichtsrat Manfred Roeder aus seiner Stellung zu entfernen. Ein befreundeter Offizier konnte ihn 1941 befreien; er wurde im November 1941 aus der Wehrmacht entlassen und arbeitete anschließend als wissenschaftlicher Hilfsarbeiter im Archiv des Auswärtigen Amtes in Berlin. Rheindorf geriet noch einmal in amerikanische Gefangenschaft, aus der er im Juni 1945 entlassen wurde. | Nach 1945 hatte Rheindorf keinen Erfolg damit, an der Frankfurter Universität auf seine alte Stelle zurückzukehren. Der die gesamte Nazi-Zeit über im Amt verbliebene Gelzer, der nun als Dekan amtierte, erklärte in einer Sitzung am 20. Februar 1946: „Der Fall Rheindorf ist kein Wiedergutmachungsfall.“ Rheindorf blieb auch andernorts die Universitätslaufbahn verschlossen. 1948 erhielt er durch die Vermittlung des niedersächsischen Kultursministers Adolf Grimme ein Forschungsstipendium und war im gleichen Jahr Zeuge im Nürnberger Ermittlungsverfahren gegen Manfred Roeder, der aber nicht verurteilt wurde. Von 1951 bis 1954 war Rheindorf historischer Berater des Bundesamts für Verfassungsschutz; seit 1955 arbeitete er Gutachter und freier Forscher. Kurt Rheindorf starb am 4. Mai 1977 in Bad Salzuflen. |
| Kurt Riezler          | 1882 – 1955    | Auf Empfehlung von Kultusminister Carl Heinrich Becker kam Riezler im Sommersemester 1928 als „Geschäftsführender Vorsitzender des Kuratoriums der Universität“ nach Frankfurt und wirkte hier bis 1933 als Kanzler. 1928 wurde er zusätzlich zum Honorarprofessor berufen. | Mit der Machtübernahme der Nazis wuchsen die Anfeindungen gegenüber Riezler, die auch von den späteren Rektoren Ernst Krieck und Walter Platzhoff sowie von weiteren Dozenten und der NS-Studentenschaft vorangetrieben wurden. Riezler wurde am 1. April 1933 in Schutzhaft genommen und musste NS-Oberbürgermeister Krebs gegenüber schriftlich seinen Amtsverzicht erklären. Seine Lehrtätigkeit konnte er wegen fortdauernder Störungen nicht mehr fortsetzen, und am 26. Januar 1934 wurde ihm nach § 6 BBG die Lehrbefugnis entzogen.                             | Riezler übersiedelte mit seiner Familie nach Berlin, von wo aus sie Ende 1938 in die USA emigrierten. Riezler lehrte von 1938 bis 152 als Professor für Philosophie an der New School for Social Research und begleitete Gastprofessuren an anderen US-amerikanischen Universitäten. | Auf Einladung der Universität kam Riezler nach dem Ende des Zweiten Weltkriegs zweimal zu Gastvorlesungen nach Frankfurt zurück, wo 1952 auch seine Frau starb. 1954 kehrte er endgültig nach Europa zurück und ließ sich in Rom nieder. |
| Erwin Rousselle       | 1890 – 1949    | Rousselle kam 1931 als Direktor des China-Instituts nach Frankfurt und wurde als Privatdozent und Lehrbeauftragter auch Direktor des Seminars für Chinakunde und Chinaforschung. 1935 wurde er außerordentlicher Professor. | 1939 wurde dem Freimaurer Rousselle die Lehrbefähigung entzogen. | „1940 geriet Erwin Rousselle selbst ins Visier der Nazis. Wahrscheinlich wegen seiner religionswissenschaftlichen Ansichten aus den Arbeiten über den chinesischen Volks-Daoismus entfernte man ihn aus seinen Ämtern als Professor für Sinologie. Die Leitung des China-Instituts behielt er noch bis 1942. Anfang 1943 schließlich wurde Rousselle mit einem Redeverbot an der Universität belegt.“ Rousselles Nachfolger wurde Carl Philipp Hentze. | Nach dem Ende des Zweiten Weltkriegs sollte die Leitung des China-Instituts und die Professor für Sinologie neu besetzt werden, da Hentze aufgrund der Umstände seines Amtsantritts während des Krieges und seiner Protegierung durch den Gauleiter der NSDAP als politisch belastet galt. Dennoch bewarb sich Hentze ebenso, wie auch sein Vorgänger Rousselle, wodurch es zu Streitigkeiten zwischen beiden kam. Da Rousselle 1949 verstarb, behielt Hentze seine Professur und wurde 1951 emeritiert. Kommissarischer Leiter des China-Instituts wurde derweil Adolf Ellegard Jensen. |
| Walter Ruben          | 1899 – 1982    | Der bereits 1927 in Bonn habilitierte Indologe Ruben kam 1937 zur Umhabilitation in Indischer Philologie nach Frankfurt. Seit 1931 lehrte er als Privatdozent. | Dank des Frontkämpferprivilegs konnte Ruben noch bis 1935 lehren und sei „im Untergrund (von der Gestapo offensichtlich unbemerkt) im kommunistischen Umfeld aktiv“ gewesen. | Offenbar aufgrund einer offiziellen Beurlaubung ging Ruben mit seiner Frau und den beiden Söhnen 1935 nach Ankara und lehrte als Indologe. 1937 erlosch in Frankfurt seine Lehrbefugnis, und Ruben blieb als politischer Emigrant in der Türkei, wo er von August 1944 bis zum Januar 1946 in der anatolischen Verbannung leben musste. | Im März/April 1948 hielt sich Walter Ruben in Hamburg auf. Eine Weiterreise in die SBZ wurde ihm jedoch von den sowjetischen Behörden verweigert. Er ging daraufhin nach Santiago de Chile und übernahm an der Universidad de Chile bis Ende 1949 eine Professur und war Inhaber des Lehrstuhls für Ethnologie. 1950 konnte Walter Ruben in die DDR einreisen und begleitete von da ab bis zu seiner Emeritierung im Jahre 1965 eine Professur an der Humboldt-Universität zu Berlin und weitere wissenschaftliche Ämter in Akademien und Forschungseinrichtungen. 1959 wurde er Träger des Nationalpreises für Wissenschaft und Technik. |
| Guido Schoenberger    | 1891 – 1971    | Schoenberger hatte sich 1926 in Frankfurt mit einer Arbeit über die Baugeschichte des Doms habilitiert und begleitete bis 1935 mehrere Stellen als Assistent, Privatdozent und stellvertretendem Institutsdirektor an der Universität. Von 1928 bis 1935 war er zudem Kustos am Historischen Museum der Stadt. | „Im April 1933 zunächst Entlassung aufgrund des »Gesetzes zur Wiederherstellung des Berufsbeamtentums«, dann aber nachträgliche Verbeamtung auf Lebenszeit zur Sicherung der Ruhestandsbezüge (sic!) und Wiedereinsetzung wegen seines Status als »Frontkämpfer«. Versetzung in den Ruhestand zum 1.1.1936“ | Schoenberger emigrierte im März 1939 in die USA und arbeitete bis zum Eintritt in den Ruhestand im Jahre 1941 in unterschiedlichen wissenschaftlichen Positionen am Institut of Fine Arts. Seit 1947 war er auch am neugegründeten Jewish Museum in New York tätig. | Bereits 1950 war von Schoenberger ein Wiedergutmachungsverfahren eingeleitet worden. 1951 unterbrach er seine New Yorker Tätigkeiten, um im Auftrag der Restitutionsorganisation Jewish Cultural Reconstruction (JCR), dem kulturellen Arm der Jewish Restitution Successor Organization (IRSO), in der Amerikanischen Besatzungszone in Deutschland zu arbeiten. Schoenberger wirkte bei der Sicherstellung beschlagnahmter jüdischer Kulturgüter (Judaica) mit und war in Frankfurt vor allem mit dem Aufspüren von Objekten aus dem Bestand des Historischen Museums befasst, die an ausländische Museen zurückgegeben werden sollten. |
| Martin Sommerfeld     | 1894 – 1939    | Martin Sommerfeld habilitierte sich 1922 in Frankfurt in Deutscher Philologie mit dem Schwerpunkt neuere deutsche Literaturgeschichte. Danach war er bis 1927 Privatdozent, bevor er zum nichtbeamteten ao. Professor berufen wurde. | 1933 Entzug der Lehrbefugnis nach § 3 BBG. | Sommerfeld emigrierte im September 1933 in die USA und hielt Gastvorlesungen an mehreren US-amerikanischen Universitäten. Den Ruf an das New Yorker Queens College konnte er aufgrund seines frühen Todes nicht mehr antreten. Laut den durch Einzelnachweise nicht belegten Ausführungen im Wikipedia-Artikel war Sommerfeld aufgrund seiner Dissertation 1936 in Deutschland auf die Liste der verbotenen Autoren gesetzt und am 30. Mai 1939 ausgebürgert worden. Die Universität München, an der er 1916 promoviert worden war, habe ihm am 1. August 1940 posthum den Doktorgrad entzogen. | |
| Georg Swarzenski      | 1876 – 1957    | Der habilitierte Kunsthistoriker Swarzenski war von 1906 bis 1938 Direktor des Frankfurter Städels und von 1914 bis 1933 ordentlicher Honorarprofessor an der Universität. Von 1928 bis 1933 war Swarzenski zugleich Generaldirektor der Frankfurter Städtischen Kunstsammlungen. | 1933 wurde Swarzenski aufgrund des § 3 BBG seiner städtischen Ämter enthoben, und die Universität entzog ihm die Professur. Die Leitung des privaten Städels durfte er noch bis 1938 behalten. | Am 2. September 1938 emigrierte Swarzenski mit seiner Familie in die USA. Nach einem Lehrauftrag an der Princeton University erhielt er bereits 1939 eine Anstellung als Fellow for Research in Medieval Art and Sculpture am Bostoner Museum of Fine Arts, wo er bis 1957 wirkte. | Seit Beginn der 1950er Jahre war in Hessen ein Wiedergutmachungsverfahren am Laufen. 1956 wurde Georg Swarzenski zu seinem 80. Geburtstag die Ehrenplakette der Stadt Frankfurt am Main verliehen. |
| Paul Tillich          | 1886 – 1965    | Der in Berlin in Theologie und Philosophie habilitierte Tillich erhielt 1929 den Ruf auf den Frankfurter Lehrstuhl für „Philosophie und Soziologie, einschließlich Sozialpädagogik“. Wie Carl Mennicke gehörte er zum Kreis der Religiösen Sozialisten und war seit 1929 SPD-Mitglied. | Im Januar 1933 wurde Tillichs kurz zuvor erschienenes Buch Die Sozialistische Entscheidung verboten; am 10. Mai 1933 wurde es ein Opfer der Bücherverbrennung. Tillich selber wurde nach der Machtergreifung von Reichskommissar Bernhard Rust beurlaubt und am 20. Dezember 1933 offiziell entlassen. | Tillich emigrierte 1933 in die USA und lehrte an Der Columbia University und am Union Theological Seminary (UTS) in New York. 1940 wurde er sowohl US-amerikanischer Staatsbürger als auch Professor am UTS. Tillich war in den USA eingebunden in den Kampf gegen den Nationalsozialismus und in die Unterstützung anderer Exilanten. Er war 1936 in New York Mitbegründer der Self-Help for Emigrees from Central Europe und deren erster Vorsitzender. 1944 wurde er Vorsitzender des Council for a Democratic Germany. | Seit Beginn der 1950er Jahre war in Hessen ein Wiedergutmachungsverfahren am Laufen. 1955 nahm Tillich einen Ruf an die Harvard University an und 1962, nach seiner Pensionierung, ging er als John Nuveen Professor an die Divinity School der privaten University of Chicago. Tillich hat zahlreiche deutsche und US-amerikanische Auszeichnungen erhalten, darunter 1956 die Goetheplakette der Stadt Frankfurt am Main und 1962 den Friedenspreis des Deutschen Buchhandels. |
| Ernst Vatter          | 1888 – 1948    | Nach einem in Marburg mit der Promotion abgeschlossenen Studium arbeitete Vatter seit 1913 – unterbrochen nur von einer zweijährigen Teilnahme am Ersten Weltkrieg – am Frankfurter Völkermuseum (heute Museum der Weltkulturen), zuletzt als Kustos. Nach seiner Habilitation war er zudem seit 1924 als Privatdozent an der Universität und wurde 1931 zum nichtbeamteten ao. Professor berufen. Im Zuge der Auseinandersetzungen um die Berufung von Leo Frobenius als Direktor des Museums im Jahre 1934 ließ sich Vatter im Februar 1935 in die Stadtbibliothek versetzen. | Ernst Vatter war seit 1928 in zweiter Ehe mit Johanna Hirsch (* 1905) verheiratet, die jüdischen Glaubens war. Ihretwegen verlor er im Juni 1937 gemäß § 18 der Reichshabilitationsordnung seine Lehrerlaubnis. Zwei Monate später erfolgte wegen „jüdischer Versippung“ seine Entlassung aus dem städtischen Dienst. | Die Familie Vatter konnte 1939 nach Chile emigrieren, wo Ernst Vatter 1948 einen Herzinfarkt nicht überlebte. | Über Vatters Leben in der Emigration liegen keine Informationen vor. Im Hessischen Hauptstaatsarchiv in Wiesbaden existiert allerdings eine Wiedergutmachungsakte. |
| Gotthold Weil         | 1882 – 1960    | Der Orientalist Weil war seit 1906 in Berlin als Bibliothekar und Honorarprofessor tätig. 1931 erhielt er einen Ruf auf eine ordentliche Professur für Orientalistik in Frankfurt und wurde zugleich Direktor des Orientalischen Seminars der Universität. | 1935 wurde Weil nach § 6 BBG in den Ruhestand versetzt. | Weil emigrierte 1935 nach Palästina und wirkte dort bis 1946 als Direktor der Jüdischen National- und Universitätsbibliothek und als Professor für arabische und türkische Philologie an der Hebräischen Universität Jerusalem. | Weil schied 1946 aus dem Bibliotheksdienst aus, weil er sich mehr seinen Forschungen widmen wollte. 1952 wurde er emeritiert. Seit den frühen 1950er Jahren lief außerdem ein Wiedergutmachungsverfahren. |
| Hans Weil             | 1898 – 1972    | Weil kam 1930 als Assistent von Carl Mennicke an das Pädagogische Seminar der Universität. Er habilitierte sich 1932 in Pädagogik und lehrte von da an als Privatdozent. | Nach der nationalsozialistischen Machtergreifung wurde Weil aufgefordert, im Sommersemester 1933 nicht mehr zu lesen. Am 13. April 1933 stand sein Name auf der Liste der Dozenten, die auf Anweisung des neuen preußischen Kultusministers Bernhard Rust zu entlassen waren. | Nachdem ein Versuch, eine Schule für halbjüdische Kinder in Deutschland zu gründen, scheiterte, flohen Hans Weil und sein Doktorand Heinz Guttfeld nach Italien und arbeiteten zunächst am Landschulheim Florenz. 1934 gründeten sie die Schule am Mittelmeer, aus der Guttfeld aber 1935 ausschied, um nach Palästina auszuwandern. Aufgrund der Italienischen Rassengesetze musste Weil im Februar 1939 Italien verlassen. Nach einem Zwischenaufenthalt in Großbritannien konnte er mit seiner Familie in die USA einreisen. In den USA musste sich Weil mit Gelegenheitsarbeiten und als Photograph durchschlagen. | 1946 erhielt Weil von der Frankfurter Universität das Angebot als Privatdozent zurückzukehren, was Weil aufgrund seiner Kenntnisse der deutschen Verhältnisse ablehnte. Ein Wiedergutmachungsverfahren war seit 1954 am Laufen. |
| Max Wertheimer        | 1880 – 1943    | Der 1912 an der Akademie für Sozial- und Handelswissenschaften, einer Vorläufereinrichtung der Frankfurter Universität, habilitierte Wertheimer, kam 1929 nach einer Privatdozentur in Berlin als ordentlicher Professor für Philosophie und Psychologie sowie als Direktor des Psychologischen Instituts an die Naturwissenschaftliche Fakultät in Frankfurt. Zugleich wurde er – neben Paul Tillich und Max Horkheimer – dritter Direktor des Seminars für Philosophie an der Philosophischen Fakultät.                                                                       | Wertheimer wurde im April 1933 nach § 3 BBG in den Ruhestand versetzt. | Wertheimer emigrierte 1933 in die USA und war bis 1943 Professor an der New School for Social Research. | Von Hinterbliebenen war in den 1950er Jahren ein Wiedergutmachungsverfahren eingeleitet worden. Seit 1994 gab es in Frankfurt zur Erinnerung an Max Wertheimer die – inzwischen eingestellten – Max-Wertheimer-Vorleseungen. |